# Museo Arqueológico de Íos
El Museo Arqueológico de Íos es uno de los museos de Grecia. Se encuentra ubicado en la capital de la isla de Íos, en el archipiélago de las Cícladas.

## Colecciones
El museo contiene una colección de objetos procedentes de yacimientos arqueológicos de la isla que permiten exponer aspectos de la cultura cicládica del tercer milenio a. C., su evolución durante el resto de la Edad del Bronce, y características de los periodos históricos posteriores hasta la época romana. Se exponen en cuatro salas. 
Hay una exposición inicial con material fotográfico acerca de la historia de las excavaciones en la isla así como de su entorno natural.
Una de las secciones del museo alberga el contenido del periodo cicládico antiguo, principalmente recipientes, herramientas de piedra y hueso, figurillas, semillas carbonizadas, huesos y conchas de animales del cicládico antiguo II, que proceden del yacimiento arqueológico de Skarkos. 
Hay también otra serie de objetos que pertenecen a la Edad del Bronce media y tardía, principalmente procedentes también de la necrópolis de Skarkos. 
Por otra parte se encuentran los hallazgos de los periodos arcaico, clásico, helenístico y romano que comprenden, entre otros objetos, inscripciones, esculturas, relieves y cerámica.
| |
| Objetos del periodo cicládico antiguo II con impresiones de sellos, procedentes del yacimiento de Skarkos. |

|                                                                         |
| Algunos objetos del periodo cicládico antiguo II procedentes de Skarkos |

|                                              |
| Jarra funeraria del periodo cicládico tardío |

|                                                                               |
| Inscripción dedicada a una divinidad ctónica de la vegetación, siglo IV a. C. |